# Dracosciadium italae
Dracosciadium italae là một loài thực vật có hoa trong họ Hoa tán. Loài này được Hilliard & B.L.Burtt mô tả khoa học đầu tiên năm 1986.